# (316) Goberta
(316) Goberta ist ein Asteroid des äußeren Hauptgürtels, der am 8. September 1891 vom französischen Astronomen Auguste Charlois am Observatoire de Nice entdeckt wurde.
Ein Bezug dieses Namens zu einer Person oder einem Ereignis ist nicht bekannt.
Aufgrund der Bahneigenschaften wird (316) Goberta zur Themis-Familie gezählt.

## Wissenschaftliche Auswertung
Aus Ergebnissen der IRAS Minor Planet Survey (IMPS) wurden 1992 Angaben zu Durchmesser und Albedo für zahlreiche Asteroiden abgeleitet, darunter auch (316) Goberta, für die damals Werte von 47,9 km bzw. 0,09 erhalten wurden. Mit dem Ziel, Zusammensetzung und Oberfläche von Asteroiden der Themis-Familie näher einzugrenzen, wurde auch (316) Goberta am 11. September 2008 mit dem Spitzer-Weltraumteleskop im mittleren Infrarot beobachtet. Aus den Messdaten wurde ein mittlerer Durchmesser von 46,8 km und eine Albedo im sichtbaren Bereich von 0,10 abgeleitet. Eine Auswertung von Beobachtungen durch das Projekt NEOWISE im nahen Infrarot führte 2011 zu vorläufigen Werten für den Durchmesser und die Albedo im sichtbaren Bereich von 60,1 km bzw. 0,06. Nachdem die Werte nach neuen Messungen mit NEOWISE 2012 auf 56,1 km bzw. 0,06 geändert worden waren, wurden sie 2014 auf 59,0 km bzw. 0,06 korrigiert.
Eine spektroskopische Untersuchung von 820 Asteroiden zwischen November 1996 und September 2001 am La-Silla-Observatorium in Chile ergab für (316) Goberta eine taxonomische Klassifizierung als C-Typ.
Photometrische Messungen des Asteroiden fanden statt vom 25. November bis 20. Dezember 2005 am Menke Observatory in Maryland. Aus der während fünf Nächten aufgezeichneten Lichtkurve wurde eine Rotationsperiode von 8,605 h bestimmt.
Aus archivierten Daten des Asteroid Terrestrial-impact Last Alert System (ATLAS) aus dem Zeitraum 2015 bis 2018 konnte in einer Untersuchung von 2022 mit der Methode der konvexen Inversion eine Rotationsperiode von 8,6031 h bestimmt werden.